# Scène de cuisine, avec Jésus dans la maison de Marthe et Marie à l'arrière-plan
Pour les articles homonymes, voir Jésus chez Marthe et Marie.
Scène de cuisine, avec Jésus dans la maison de Marthe et Marie à l'arrière-plan est une peinture à l'huile sur toile réalisée en 1569 par un artiste inconnu d'après une œuvre du peintre flamand Joachim Bueckelaer, faisant partie des collections du Rijksmuseum Amsterdam, déposée au château de Muiderslot.

## Description
Située dans la moitié gauche du tableau, la cuisinière, une jeune femme, est entourée de nombreux produits comestibles. Elle regarde vers l'extérieur, un gigot d'agneau dans la main droite, la gauche posée près d'un panier contenant un gros chou, des pommes et un concombre qui semble sortir du tableau. Le couffin d'osier situé en bas à droite contient des carottes et des petits pois encore dans leur gousse ; différents fruits, mûres, raisins, poires, cerises, prunes, noix et noisette, groseilles, sont disposés dans les trois récipients qui le surmontent en équilibre précaire. Un poulet déjà plumé et vidé, sur un lit de marrons, trône dans un plat de terre cuite un peu plus haut. Un canard est pendu par le bec, se superposant au linge blanc devant la cheminée.
Dans le monde flamand de la fin du XVIe siècle, le représentation de la cuisine est souvent associée à l'épisode de l'Évangile selon Luc (10, 38-42) où Jésus de Nazareth est accueilli par les deux sœurs Marthe et Marie de Béthanie. Alors que Marthe est absorbée par les travaux domestiques, Marie s'assied pour écouter la parole du Christ ; quand Marthe s'en plaint auprès de Jésus, celui-ci lui répond que sa sœur a choisi la meilleure part. Selon la coutume, l'évocation biblique se situe à l'arrière-plan, encadrée par une architecture classique qui accentue la distance par rapport au devant de la scène.

## Analyse
Joachim Bueckelaer suit les traces de son maître, le peintre flamand Pieter Aertsen, son oncle, qui est considéré comme l'inventeur des scènes de cuisine, en peignant des tableaux qui mettent en valeur le personnage de la cuisinière.
Le tableau est animé par une harmonie en blanc, où se répondent le chemisier de la jeune femme, les torchons bien pliés et repassés supportant l'assiette avec le poulet plumé, et enfin la toile étendue devant la cheminée dont l'âtre est éteint.
Le personnage de la cuisinière renferme dans l'espace de ses bras de simples aliments, mais en corrélation : le gigot d'agneau montre sa partie intérieure grasse, dont la forme fait écho au sein de la femme, le gros chou renvoie à la sexualité féminine. La courge, sur le point de tomber, comme pour s'imposer à la  vue du spectateur, est une évocation traditionnelle de la fertilité mais aussi de l'organe masculin. La nourriture fait toujours allusion à la sexualité, peut-être accentuée ici par l'instabilité des récipients où les aliments sont disposés.
La présence d'une scène biblique en arrière-plan, presque oubliée, effacée par l'accumulation de victuailles en nature morte placée en premier plan, même s'il s'agit d'une cuisine, obéit aux règles picturales plus spécifiques de la nature morte inversée.